# Ton de Kok
Antonius Cornelis Hendricus Maria (Ton) de Kok (Bussum, 7 februari 1942) is een Nederlands voormalig politicus. Tussen 1983 en 1994 zat hij namens het Christen-Democratisch Appèl (CDA) in de Tweede Kamer der Staten-Generaal. Hij was defensiewoordvoerder en was namens de fractie Oost-Europadeskundige.

## Biografie
De Kok doorliep de Gooische HBS in zijn geboorteplaats Bussum en volgde daarna de officiersopleiding aan het Koninklijk Instituut voor de Marine in Den Helder. In 1965 werd hij officier der mariniers, volgde de commando-opleiding en werd bij de Noorse skitroepen getraind in 'arctic warfare'. Tijdens zijn marinetijd studeerde hij Slavische talen en letterkunde met de specialisatie Ruslandkunde aan de Universiteit van Amsterdam. In 1975 studeerde hij af. De Kok werkte vervolgens bij de inlichtingendienst van de Koninklijke Marine. In 1976 werd hij voorlichter van de fractie van de Katholieke Volkspartij in de Tweede Kamer. Van 1977 tot 1983 was hij algemeen secretaris van de Adviesraad voor Defensie-aangelegenheden.
In 1983 kwam De Kok tussentijds in de Tweede Kamer. Hij was binnen de fractie van zijn partij Oost-Europadeskundige en defensie-woordvoerder. Ook hield hij zich bezig met buitenlandse zaken, gehandicaptenbeleid, volksgezondheid, minderheden en het drugsbeleid. Zowel bij de Tweede Kamerverkiezingen van 1986 als bij de verkiezingen van 1989 kwam hij niet direct in het parlement, maar kon hij enkele maanden later alsnog in de Kamerbankjes plaatsnemen als opvolger van een partijgenoot die naar het kabinet doorschoof. De VARA tv-actie Help de Russen de winter door kreeg van De Kok kritiek omdat later bleek dat er geen ernstig voedseltekort was, slechts behoefte aan babyvoeding. Na de Kamerverkiezingen van 1994, waarin het CDA 20 zetels verloor, keerde hij niet meer terug in de nationale politiek.
Na zijn politieke carrière deed De Kok enige jaren promotieonderzoek. In 2000 promoveerde hij in de geesteswetenschappen aan de Universiteit van Amsterdam. Daarna studeerde hij filosofie aan de Vrije Universiteit. In 2004 werd De Kok docent godsdienstfilosofie aan het Fons Vitae Lyceum in Amsterdam, het Comenius College in Hilversum en het St. Ignatiusgymnasium in Amsterdam.
In 2013 schreef hij het boek Wat is God, filosofen en schrijvers op zoek. In januari 2017 voltooide hij het tweeluik met het boek Wat is God, wetenschappers en kunstenaars op zoek. In 2018 publiceerde hij God voor niet-gelovigen, de God van Spinoza.
De Kok is bestuurslid van de Amsterdamse Spinoza Kring. Als vrijmetselaar is hij lid van de loge Jan Amos Comenius. Hij bepleitte in 2013 de invoering van de pil van Drion en vergemakkelijking van euthanasie of zelfdoding voor levensmoede ouderen.
- Gemeinsame Normdatei: 1132534437
- International Standard Name Identifier: 0000 0003 8702 0727
- Parlement.com: vg09llnqryzs
- Virtual International Authority File: 1218149619439604010003